# Isoplatoides aereifemur
Isoplatoides aereifemur är en stekelart som först beskrevs av Girault 1928.  Isoplatoides aereifemur ingår i släktet Isoplatoides och familjen puppglanssteklar. Inga underarter finns listade i Catalogue of Life.